# Sciamatura (tattica militare)

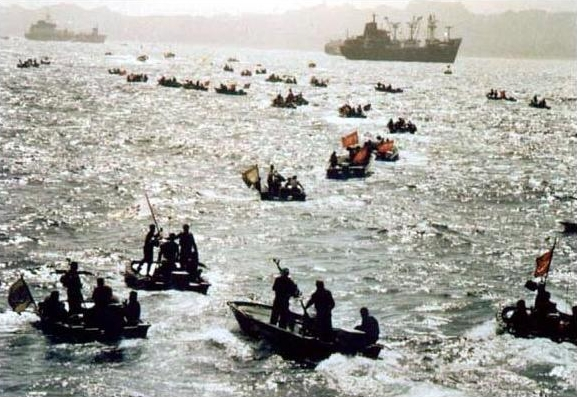
Guerra Iran-Iraq, barchini della Marina dei Pasdaran mentre usano la tattica dello sciamare

La sciamatura (anche attacco a sciame o lo sciamare) è una tattica militare impiegata sul campo di battaglia pensata per massimizzare la saturazione del bersaglio e quindi sopraffare o saturare le difese dell'obiettivo principale. All'opposto, i difensori possono superare i tentativi nemici di sciamare, lanciando contromisure progettate per neutralizzare o respingere in altro modo tali attacchi.
La sciamatura s'incontra soventemente nella guerra asimmetrica in cui le forze opposte non sono della stessa dimensione o capacità. In tali situazioni, la sciamatura implica l'uso di una forza decentralizzata contro l’avversario in modo da enfatizzare la mobilità, la comunicazione, l'autonomia dell'unità e la sua coordinazione e/o sincronizzazione. Storicamente le forze militari hanno usato i principi della tattica dello sciamare senza esaminarli realmente in modo esplicito, ma ora c'è una ricerca attiva nell'esaminare consapevolmente le dottrine militari che traggono idee dallo sciame.  In natura e in situazioni non militari, esistono altre varie forme di sciamatura. Le forme guidate biologicamente sono spesso sistemi adattativi complessi, ma non hanno una pianificazione centrale, seguono bensì semplici regole individuali e comportamenti non deterministici che possono o meno evolvere a seconda della situazione.
Le attuali esplorazioni militari sulla sciamatura affrontano lo spettro delle operazioni militari, da quelle strategiche a quelle tattiche. Un gruppo di esperti ha valutato il ruolo dello sciamare nella "rivoluzione degli affari militari" o nella trasformazione delle forze. Gli stessi hanno osservato che l’attacco a sciame è principalmente tattico, a volte operativo e raramente strategico, ed è complementare ad altri sforzi anziché essere un loro sostituto. Lo sciamare trova un'estensione logica nella guerra digitale. Al momento, l’attacco informatizzato a sciame è disponibile solo in determinati contesti specifici.